# Waarschuwingsschot
Een waarschuwingsschot is een schot door een politieagent, militair of (buitengewoon) opsporingsambtenaar, afkomstig van een vuurwapen, dat wordt afgevuurd in de lucht (niet gericht op een persoon) ter waarschuwing. 
De uitdrukking "schot voor de boeg" verwijst naar een waarschuwingsschot door een marineschip.

## Bij de politie
Als een politieagent in Nederland iemand aan wil houden die in bezit is van een wapen of ernstig geweld (heeft) gebruikt, dan geeft hij eerst een instructie als "Sta stil of ik schiet". Als dat niet werkt kan een waarschuwingsschot afgevuurd worden. Als ook dat niet werkt kan gericht worden geschoten. Wanneer sprake is van noodweer is er niet altijd gelegenheid om te de-escaleren. Dan kan er direct en gericht geschoten worden.